# باولو دو ريو برانكو
باولو دو ريو برانكو (بالفرنسية: Paulo do Rio Branco da Silva Paranhos؛ بالبرتغالية: Paulo do Rio Branco) هو لاعب اتحاد الرغبي وطبيب وجراح برازيلي وفرنسي، ولد في 10 يوليو 1876 في باريس في فرنسا، وتوفي بنفس المكان في 14 فبراير 1927.